# Bernhard Droste (Architekt)
Bernhard Droste (* 17. Februar 1927 in Münster; † 5. Juli 2019 ebenda) war ein deutscher Architekt.

## Leben
Nach Schule, Kriegsdienst und Kriegsgefangenschaft im Zweiten Weltkrieg begann Bernhard Droste nach 1945 zunächst eine Maurerausbildung. Anschließend absolvierte er die Staatsbauschule in Münster. Im Büro des Architekten Hans Ostermann konnte er ab 1952 sein Wissen vertiefen und erste Ausführungsplanungen übernehmen. In den Jahren 1953–1955 war er Mitarbeiter im Büro Dieter Oesterlen in Hannover. 1955 kehrte er zurück ins Büro Hans Ostermann, dessen Partner er ab 1955 und später auch sein Nachfolger wurde.
Unter dem Namen „Ostermann und Droste“ entstanden ab 1955 erste Bauten in Münster: darunter das Verwaltungsgebäude der Handwerkskammer am Aasee. Viele Wohnhäuser, Verwaltungs- und Geschäftsbauten, Schulen, Krankenhäuser und Kindergärten folgten. Am vielfältigsten zeigt sich sein architektonisches Schaffen in den Kirchbauten, die in den 1960er und 1970er Jahren im gesamten nordwestdeutschen Raum umgesetzt wurden. Ob als Erweiterung oder als Neubau: Häufig wählte Bernhard Droste zeltförmige Strukturen für die neuen Gottesräume, die in moderner Betonbauweise errichtet wurden. Besonders prägnante Beispiele sind St. Norbert in Lünen, St. Michael in Lingen und St. Matthäus in Melle. Ab 1981 führte er seine Projekte in Partnerschaft mit Werner Voskort aus. Im Jahr 2002 trat er in den Ruhestand.
Bernhard Droste heiratete 1953 die Tochter des Architekten Hans Ostermann, Gabriele Ostermann. Aus der Ehe gingen zwei Töchter hervor. Seinen Vornamen verkürzte er selbst auf „Bernt“. Im Ruhestand verfasste er einen Gedichtband Natur und Zeitläufe. Was um uns geschieht.

## Werk

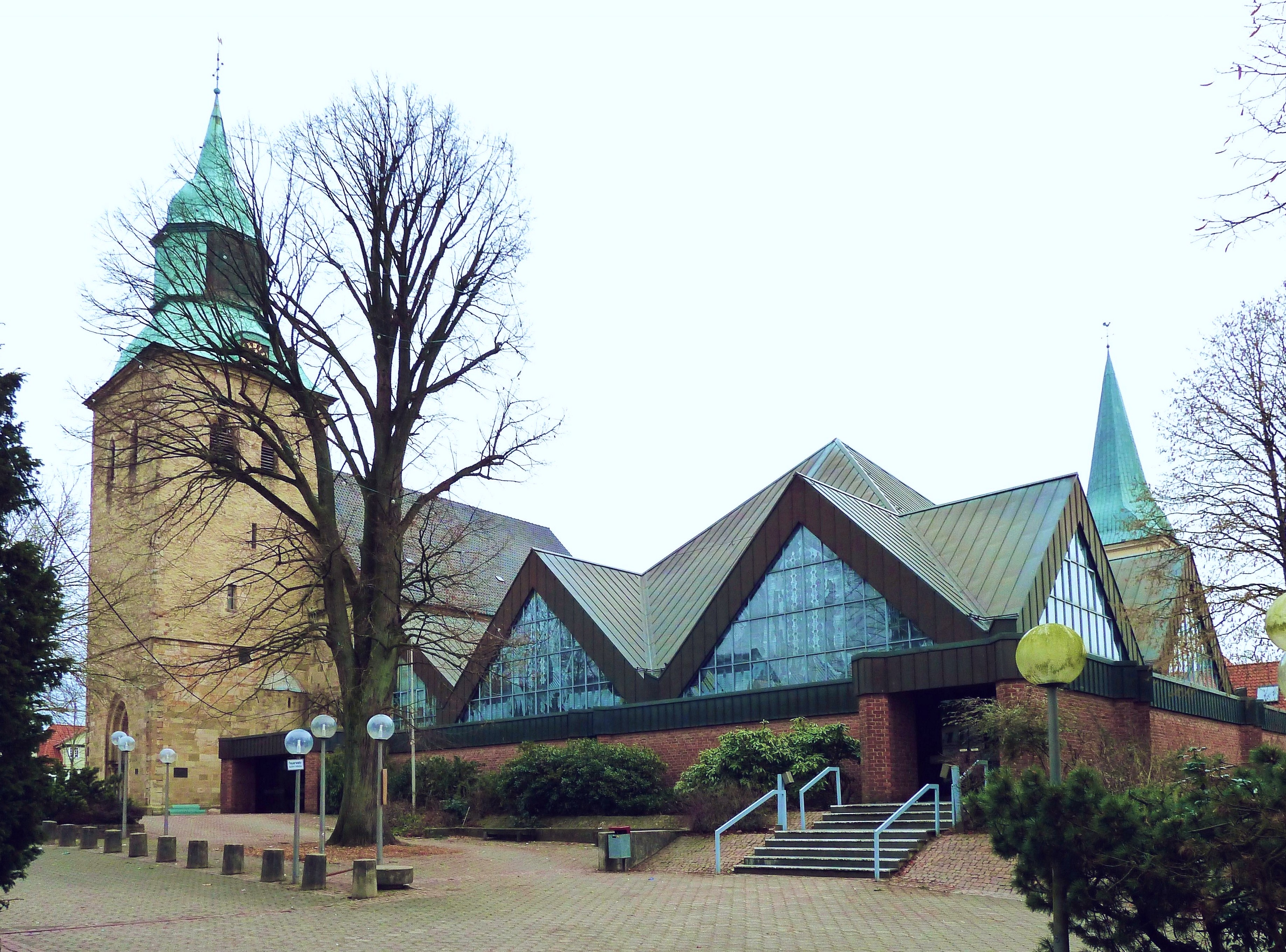
St. Matthäus-Kirche in Melle, mit Anbau von 1971–74

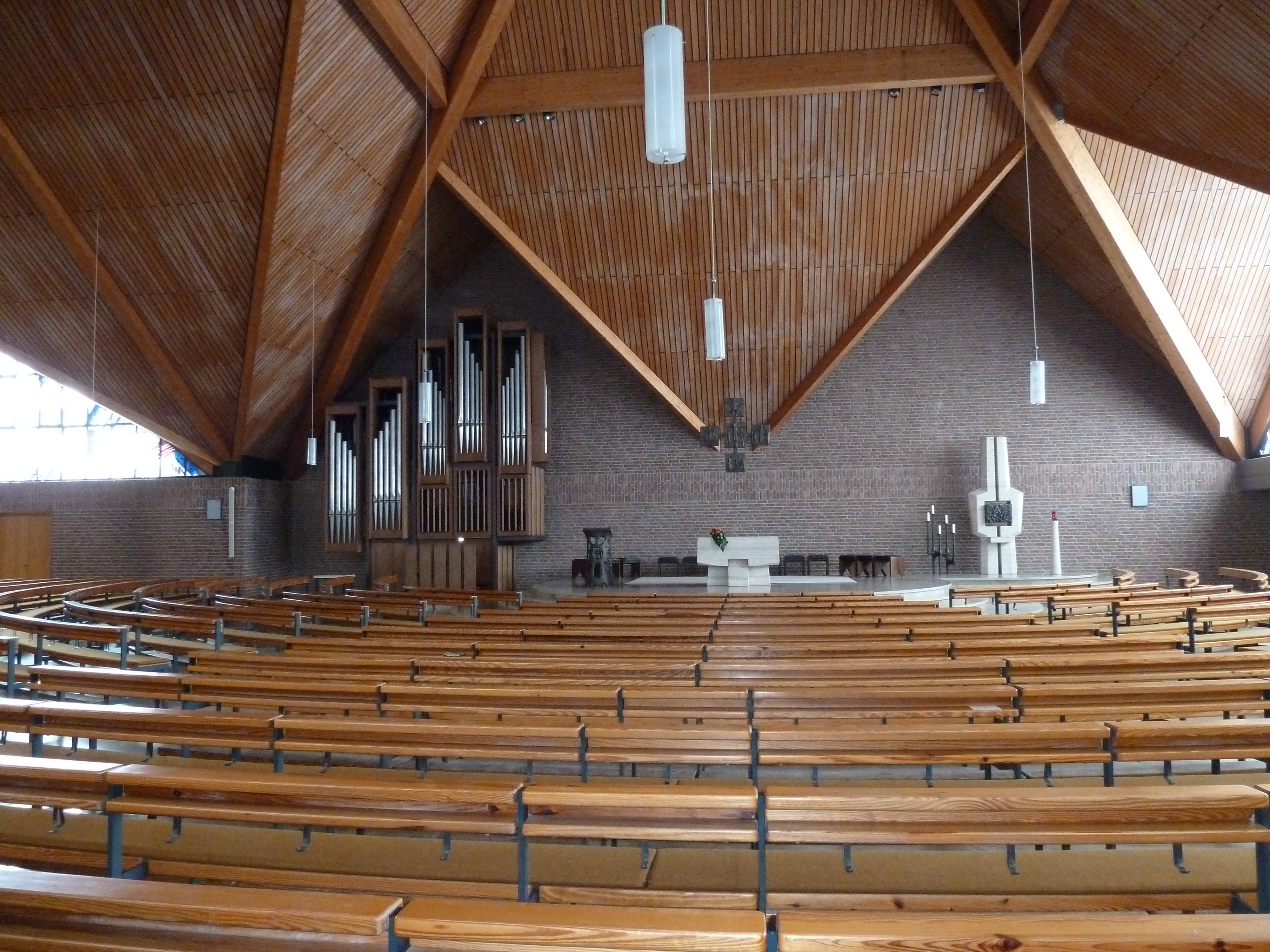
St. Matthäus-Kirche in Melle, Innenansicht des zeltartigen Anbaus

als Mitarbeiter im Büro Hans Ostermann:
- 1952/53: Lichtspielhaus Schloßtheater in Münster, Melcherstraße 81 (unter Denkmalschutz)
- 1952: Wettbewerbsentwurf für das Stadttheater Münster
- 1953: Heilig-Geist-Kirche in Recklinghausen-Suderwich
- 1953–1954: Bank für Gemeinwirtschaft in Münster, Roggenmarkt 14
- 1954: Landesbank in Dortmund
- 1955: Wohn-Hochhaus in Münster, Warendorfer Straße
- 1955–1958: Ratsgymnasium in Münster, Bohlweg
- 1956/57: Herz-Marien-Kirche in Wesel-Flüren (heute St. Marien)

In Partnerschaft mit Hans Ostermann:
Kirchbauten
- 1963: Kath. Kapelle St. Laurentius in Bremen-Vahr (nach 1990 abgerissen)
- 1963–1967: St. Norbert in Lünen
- 1964–1968: St. Bonifatius in Lingen
- 1965: St. Michael in Lingen (heute: Kulturforum)
- 1966: St. Josef in Belm (Landkreis Osnabrück)
- 1967–1970: Kath. Gemeindezentrum St. Vicelin in Bad Oldesloe
- 1970: St. Mauritz in Münster (Renovierung zur 900-Jahr-Feier)
- 1971/72: St. Marien in Wesel-Flüren, Erweiterung um ein Querhaus und Chor, Glockenturm und Alltagskapelle
- 1971–1974: St. Matthäus in Melle, Erweiterung neuer Teil
- 1971: St. Amandus in Aschendorf/Ems, Restaurierung und Erweiterung
- 1971: St. Ludgerus in Heek, Restaurierung und Erweiterung
- 1971–1973: St. Martinus in Hagen
- 1972–73: Gemeindezentrum St. Josef in Papenburg
- 1973: Gemeindezentrum St. Marien in Eutin
- 1975: St. Petronilla in Münster-Handorf, Restaurierung und Erweiterung
- 1976–1977: St. Marien in Münster-Sprakel
- 1976–1977: St. Johannis in Hamburg-Steilshoop
- 1977–1979: St. Vitus in Meppen

Verwaltungs- und Geschäftsbauten
- 1955: Verwaltungsgebäude der Handwerkskammer in Münster, Bismarckallee 1
- 1962: Deutsches Rotes Kreuz-Zentrum in Münster, Aaseestadt (2018 abgerissen)
- 1972–1974: Möbelhaus Rincklake van Endert in Münster, Weseler Straße 253
- 1974–1976: Wohn- und Geschäftshaus für Elisabeth zur Aa in Münster, Bergstraße 67 (mit Max von Hausen, Ortwin Rave)

Krankenhausbauten
- 1956–1967: Franziskushospital in Münster, Hohenzollernring 72

Schulbauten
- 1967–1970: Karl-Wagenfeld-Realschule in Münster (seit 2015: Erna-de-Vries-Realschule)